# Končara
Končara (lat. Filipendula), rod trajnica iz porodice ružovki smješten u vlastiti tribus Ulmarieae.
Postoji 12 taksonomskih priznatzih vrsta, plus dvije hibridne, raširenih po Euroaziji, Sjevernoj Amrerici i zapadnim dijelovima Sjevertne Afrike. U Hrvatskoj rastu prava končara (F. ulmaria) i gomoljasta končara (F. vulgaris).

## Vrste
1. Filipendula angustiloba (Turcz. ex Fisch., C.A.Mey. & Avé-Lall.) Maxim.
2. Filipendula auriculata (Ohwi) Kitam.
3. Filipendula camtschatica (Pall.) Maxim.
4. Filipendula glaberrima Nakai
5. Filipendula × intermedia (Glehn) Juz.
6. Filipendula kiraishiensis Hayata
7. Filipendula multijuga Maxim.
8. Filipendula occidentalis (S.Watson) Howell
9. Filipendula × purpurea Maxim.
10. Filipendula rubra (Hill) B.L.Rob.
11. Filipendula tsuguwoi Ohwi
12. Filipendula ulmaria (L.) Maxim.
13. Filipendula vestita (Wall. ex G.Don) Maxim.
14. Filipendula vulgaris Moench

## Sinonimi
- Alipendula Neck.
- Thecanisia Raf.
- Ulmaria Mill.